# Madame la Presidente
Madame la Presidente is een Amerikaanse filmkomedie uit 1916 onder regie van Frank Lloyd.

## Verhaal
In een Franse provinciestad houden drie rechters een feestje met de actrice Mademoiselle Gobette. Als dat feestje uit de hand loopt, worden de rechters opgepakt. Rechter Galipaux is woedend over het voorval en hij dringt er bij de autoriteiten op aan dat de actrice uit haar hotel wordt gezet. Mademoiselle Gobette heeft wraak in de zin. Ze doet zich voor als de vrouw van rechter Galipaux en in die rol verleidt ze de minister van Justitie. Wanneer de minister op de echte vrouw van rechter Galipaux stuit, gelooft hij dat hij de werkster voor zich heeft. Ze houdt op met haar maskerade, als ze inziet dat ze de vrouw van de minister van Justitie kan worden.

## Rolverdeling
| Acteur              | Personage            |
| ------------------- | -------------------- |
| Anna Held           | Mademoiselle Gobette |
| Forrest Stanley     | Cyprian Gaudet       |
| Herbert Standing    | Augustin Galipaux    |
| Page Peters         | Octave Rosimond      |
| Lydia Yeamans Titus | Mevrouw Galipaux     |
| Helen Jerome Eddy   | Denise Galipaux      |
| Howard Davies       | Marius               |
| Richard L'Estrange  | Lerous               |
| Robert Newcomb      | De Berton            |
| Frank A. Bonn       | Pinglet              |